# James Henry Breasted

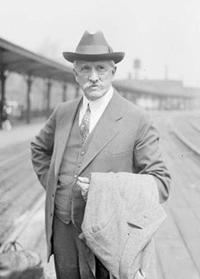
James Henry Breasted

James Henry Breasted (27 augustus 1865 – 2 december 1935) was een Amerikaanse archeoloog, egyptoloog en historicus. Na zijn promotie aan de Humboldtuniversiteit te Berlijn in 1894 kreeg hij een aanstelling bij de Universiteit van Chicago. In 1901 werd hij aldaar directeur van het Haskell Oriental Museum, in welke functie hij zich bleef concentreren op Egypte. In 1905 kreeg hij als professor de eerste leerstoel Egyptologie en Oriëntaalse geschiedenis in de Verenigde Staten. In 1919 richtte hij het Oriental Institute op.
Hij introduceerde de term Vruchtbare Sikkel voor het gebied in het Midden-Oosten, waar volgens archeologisch en oudheidkundig onderzoek vermoedelijk de landbouw is begonnen.
In Nederland verscheen zijn standaardwerk Geschiedenis van Egypte (Amsterdam, plm. 1925).
- Bibsys: 97044849
- Biblioteca Nacional de España: XX1211995
- Bibliothèque nationale de France: cb123344359 (data)
- CiNii: DA0145059X
- Gemeinsame Normdatei: 118659936
- International Standard Name Identifier: 0000 0001 2275 9219
- Library of Congress Control Number: n80049761
- Nationale Bibliotheek van Letland: 000032905
- Bibliotheek van het Japanse parlement: 00520292
- Nationale Bibliotheek van Tsjechië: jn20021101004
- Nationale bibliotheek van Australië: 35663898
- Nationale Bibliotheek van Israël: 987007259177105171
- Nederlandse Thesaurus van Auteursnamen: 07189683X
- Réseau des bibliothèques de Suisse occidentale: 02-A003039966
- Istituto Centrale per il Catalogo Unico: IEIV034879
- SNAC: w65h81qd
- Système universitaire de documentation: 032284780
- Trove: 1032413
- Union List of Artist Names: 500251537
- Virtual International Authority File: 5002978
- WorldCat: E39PBJptWwvHRkpyKJ7gx3yKh3